# Joachim Stüben
Joachim Stüben (* 30. September 1959 in Uetersen) ist ein deutscher evangelischer Kirchenhistoriker.

## Leben
Nach dem Studium der evangelischen Theologie, lateinischen Philologie und Erziehungswissenschaft (erste theologische Prüfung 1986, erstes Staatsexamen 1990) und der Promotion im Fach Kirchengeschichte 1990 bei Henneke Gülzow und Bernhard Lohse am Fachbereich Evangelische Theologie der Universität Hamburg absolvierte er von 1991 bis 1993 die Ausbildung zum Bibliothekar des Höheren Dienstes an wissenschaftlichen Bibliotheken. Seit 1993 ist er Leiter der Nordelbischen Kirchenbibliothek in Hamburg (seit 2012 Nordkirchenbibliothek).

## Schriften (Auswahl)
- Das Heidentum im Spiegel von Heilsgeschichte und Gesetz. Ein Versuch über das Bild der Paganitas im Werk des Ambrosiaster. 1990, OCLC 877982475.
- Hg.: Francisco de Vitoria: De lege. Über das Gesetz. Stuttgart-Bad Cannstatt 2010, ISBN 978-3-7728-2503-3.
- mit Isa Lübbers und Martin Rössler (Hg.): Säkularisierung – ein weltgeschichtlicher Prozess in Hamburg. Staat und Kirchen von Napoleon bis zum Reformationsjubiläum (2017). Frankfurt am Main 2017, ISBN 3-631-67547-X.
- Geschichte des Zisterzienserinnenklosters Uetersen von den Anfängen bis zum Aussterben des Gründergeschlechts (1235/37–1302). Ein Rekonstruktionsversuch. Berlin 2018, ISBN 3-11-057688-0.